# Datotečni format RAR
Datotéčni formát RAR je zelo razširjen sistem za stiskanje datotek v osebnih računalnikih z operacijskim sistemom Microsoft Windows. 
Razvil ga je Jevgenij Lazarevič Rošal za program RAR. Glavni vmesnik, ki se danes uporablja v ta namen, je WinRAR in je shareware. Različica za Pocket PC, PocketRAR je na voljo kot freeware. Rošal je objavil tudi odprto kodo za dearhiviranje datotek RAR pod licenco, ki dovoljuje prosto razširjanje in spreminjanje, prepoveduje pa izdelavo združljivega kodirnika. Postopek kodiranja je zakonsko zaščiten.
Ena od prednosti formata RAR je njegova zmožnost šifriranja. Šifriranje z RAR je zelo močno. Hiter računalnik lahko v drugih arhivskih formatih preskuša nekaj milijonov gesel na sekundo, v datoteki, šifrirani z RAR pa jih lahko preskusi le nekaj tisoč.
Imena stisnjenih (žargonsko »zararanih«) datotek imajo pripono ».rar«. Tip MIME je application/x-rar-compressed.

## Primerjava s formatom ZIP
Stiskanje z RAR je po navadi počasnejše kot pri stiskanju istih podatkov s formatom ZIP, vendar je v večini primerov stopnja stiskanja boljša. Poleg tega RAR omogoča udobnejše delo z večkratnimi datotekami, močno šifriranje AES-128, vsebuje zapise o obnavljanju, ki pomagajo popraviti datoteko, četudi so podatki pokvarjeni, podporo Unicode za neagleška imena datotek.